# Grčki šahovski savez
Grčki šahovski savez (grč.: Ελληνική Σκακιστική Ομοσπονδία / Elliniki Skakistiki Omospondia), krovno tijelo športa šaha u Grčkoj. Sjedište je u Ateni, Av. Syggrou 25. Osnovan je 1948. Grčka pripada europskoj zoni 1.5a. Predsjednik je Georgios Makropoulos (ažurirano 21. listopada 2019.).

## Vanjske poveznice
- Službene stranice